# Teatr Pompejusza
Teatr Pompejusza (łac. Theatrum Pompeii, Theatrum Pompeianum, Theatrum Marmoreum, wł. Teatro di Pompeo) – pierwszy (i jednocześnie największy) stały rzymski teatr wzniesiony z kamienia, zbudowany w południowej części Pola Marsowego z inicjatywy Pompejusza Wielkiego. Oddany został do użytku w 55 roku p.n.e. Niezachowany do dzisiejszych czasów.

## Historia
Bezpośredniej inspiracji dla powstania budowli dostarczył teatr na Mytilene, który Pompejusz oglądał podczas swojego pobytu na wyspie w 63 roku p.n.e. Zachwycony jego pięknem, postanowił wznieść podobny w Rzymie. Ze względu na obowiązującą wówczas ustawę senatu, zakazującą wznoszenia w mieście teatrów, ucieknięto się do podstępu. Zamiast budynku scenicznego wzniesiono olbrzymich rozmiarów portyk (Hekatonstylon, „Stukolumnowy”), w związku z czym aktorzy występowali na tle portyku. Ponadto nad górnymi rzędami widowni wzniesiono (poświęconą w 52 roku p.n.e.) świątynię Wenus Zwycięskiej wraz z przyległymi czterema mniejszymi świątynkami dedykowanymi Honorowi, Virtus, Felicitas i Wiktorii, tak że widownię stanowiły niejako schody wiodące do świątyń. Na szczycie arkady wieńczącej cavea ustawiono czternaście rzeźb dłuta Koponiusza, wyobrażających czternaście krain podbitych przez Pompejusza. W portyku teatru znajdowała się sala posiedzeń senatu, w której podczas id marcowych 44 p.n.e. został zamordowany Juliusz Cezar.
Na widowni teatru, o średnicy ok. 150 m, mogło pomieścić się szacunkowo około 12 tysięcy widzów. Teatr został przebudowany za panowania Augusta, w 21 roku n.e. spłonął jednak w pożarze. Odbudowę, rozpoczętą przez Tyberiusza, dokończył Kaligula, a odrestaurowany budynek poświęcił cesarz Klaudiusz. W roku 56, z okazji wizyty w Rzymie króla Armenii Tiridatesa I, Neron ozdobił teatr złotem i purpurowymi markizami. W roku 80 teatr ponownie spłonął i został odbudowany przez Domicjana. Odrestaurowany za czasów Septymiusza Sewera, po raz kolejny został strawiony przez ogień w 247 roku. Prac naprawczych w odbudowanym teatrze dokonywali później jeszcze Dioklecjan, Maksymian, Honoriusz i Symmachus. Do czasów współczesnych zachowały się tylko podziemia teatru, jego dokładny plan znany jest jednak dzięki Forma Urbis Romae. Na terenie, gdzie dawniej stał Teatr Pompejusza, wznoszą się obecnie nowożytne zabudowania, m.in. Palazzo Orsini Pio Righetti.

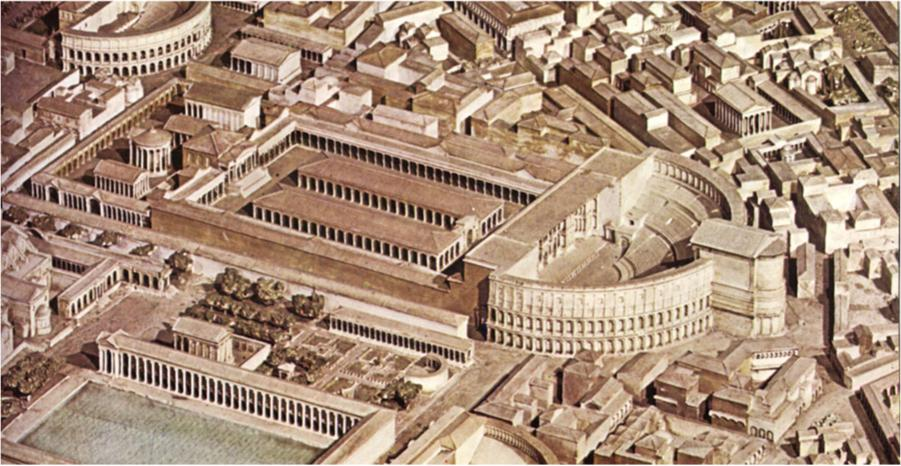
Rekonstrukcja
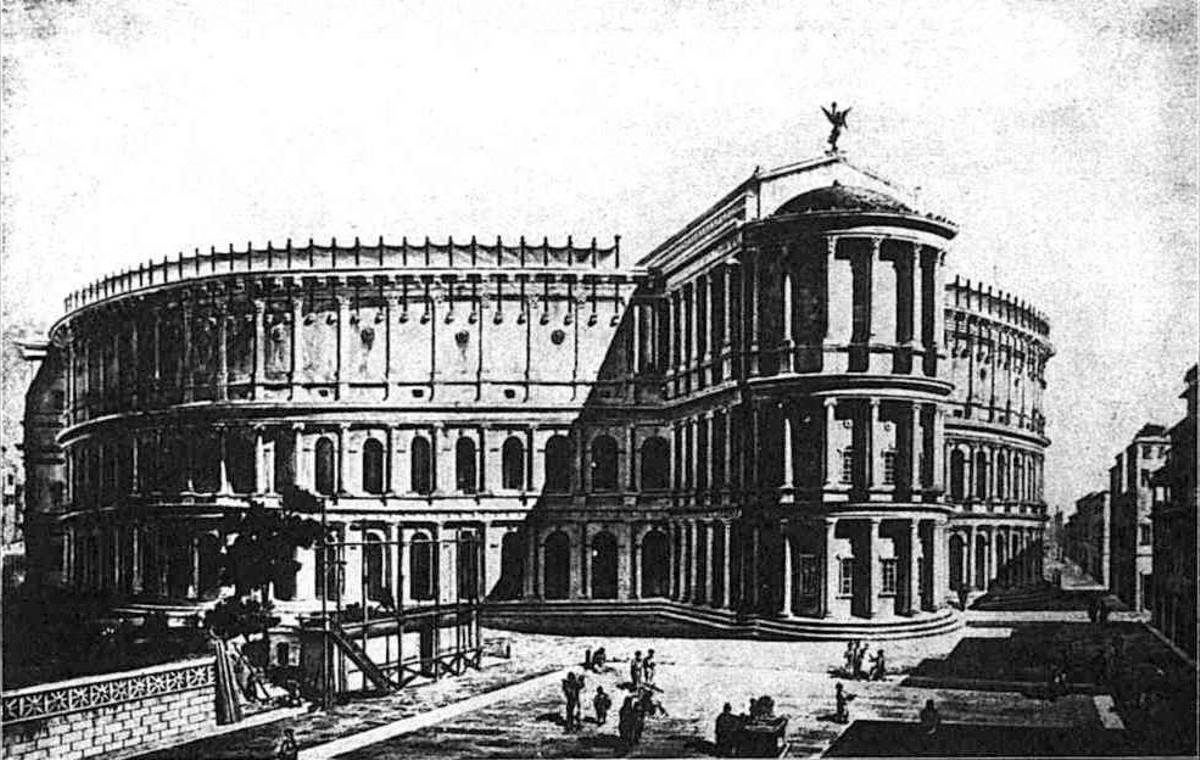
Rekonstrukcja
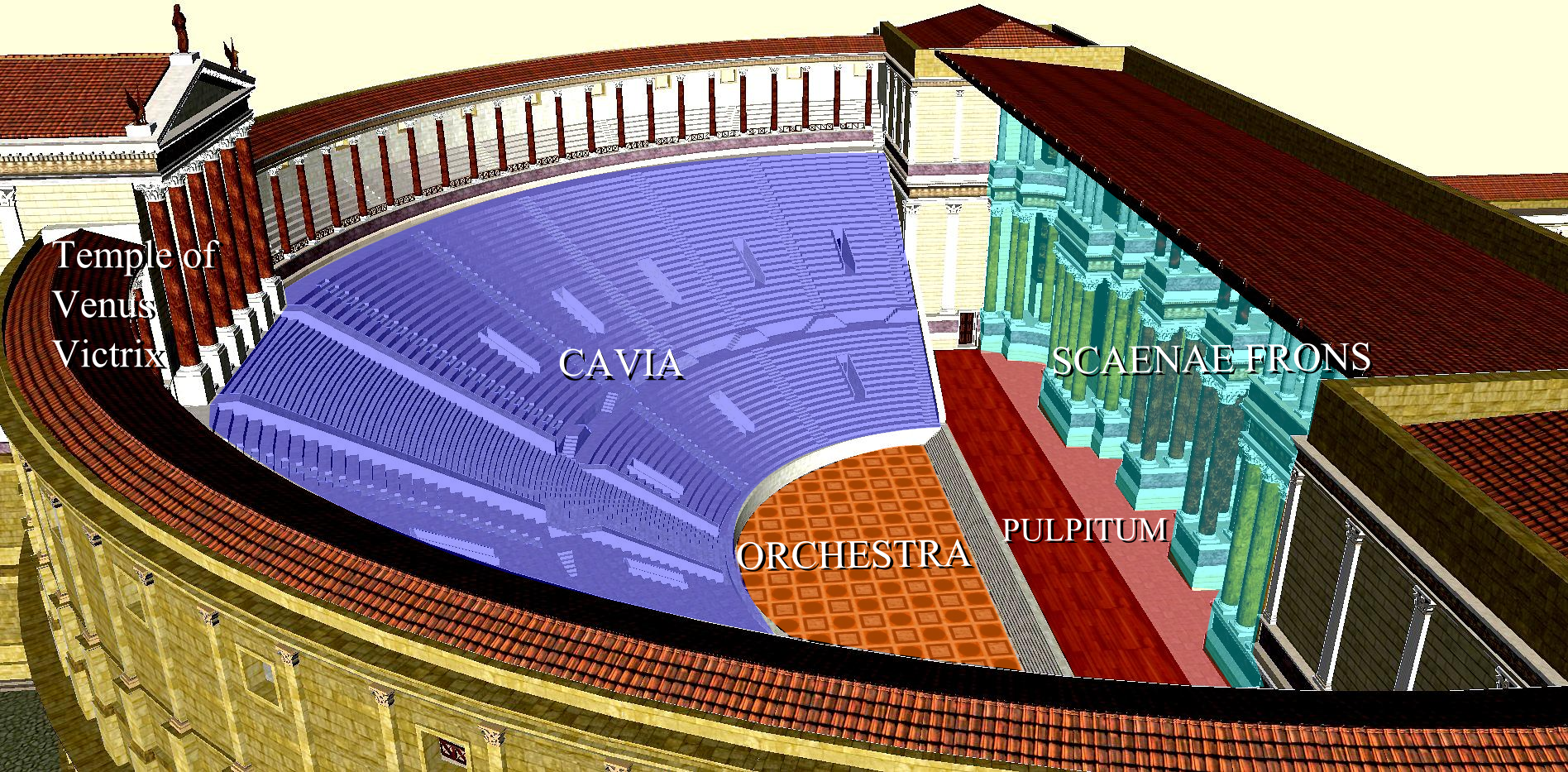
Rekonstrukcja
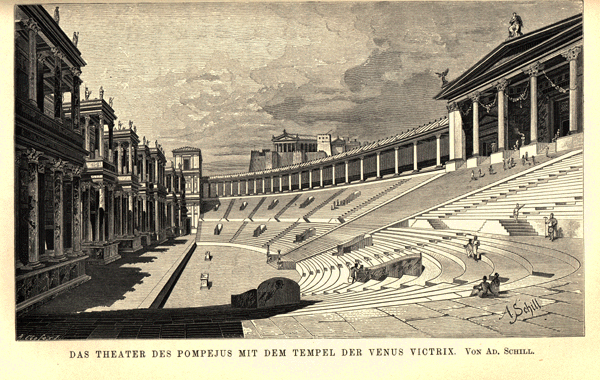
Rysunek przedstawiający teatr (1908)
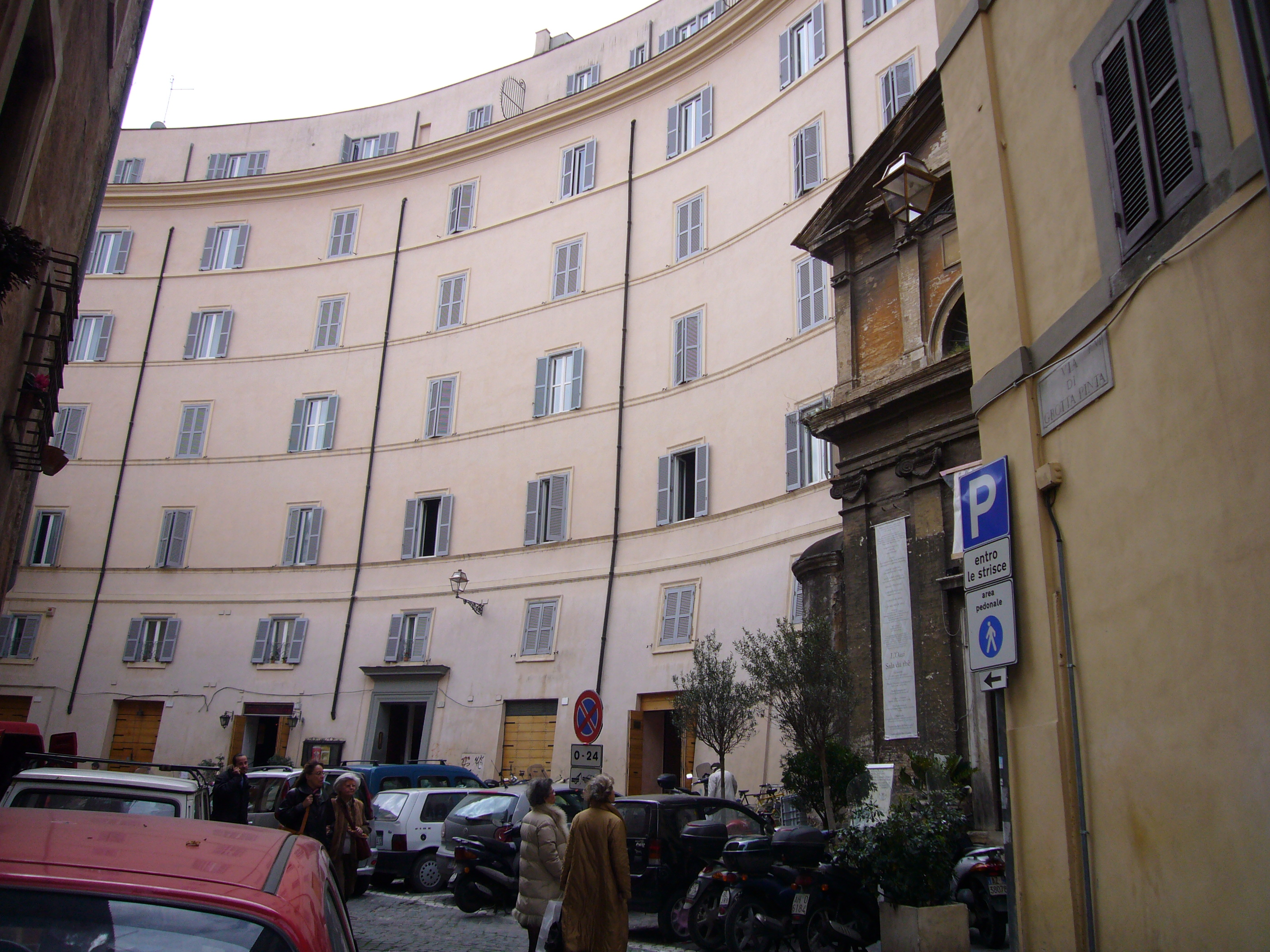
Via di Grottapinta: krzywoliniowy kształt domów oddaje formę budynku teatru, na którego ruinach wzniesiono je w średniowieczu